# Гарнизонная армия в Китае (Япония)
Гарнизонная армия в Китае (яп. 支那駐屯軍 Сина тю:тон-гун) — группировка японских войск, размещавшаяся на китайской территории в районе Тяньцзиня в 1901—1937 годах.

## История
После начала восстания ихэтуаней в Китае, в июне 1900 года для защиты японских граждан и японской собственности в Тяньцзине была размещена 5-я дивизия Императорской армии Японии. Эти войска составили ядро японских экспедиционных сил в северном Китае. По условиям «Заключительного протокола» Япония получила право содержать в Китае военные гарнизоны для охраны посольства, концессий, а также некоторых стратегических пунктов. 1 июня 1901 года 5-я дивизия была преобразована в Синкоку тютонгун (яп. 清国駐屯軍, «Гарнизонная армия в Цинской империи»).
После того, как в 1911 году в результате Синьхайской революции Цинская империя пала, и была образована Китайская республика, название стало анахронизмом, и 14 апреля 1912 года «Гарнизонная армия в Цинской империи» была переименована в «Гарнизонную армию в Китае».
С апреля 1936 года, после того, как дипломатические отношения между Китаем и Японией стали ухудшаться, Гарнизонная армия в Китае получила в качестве подкрепления 10 рот пехоты и один смешанный полк.
Войска гарнизонной армии оказались в июне 1937 года вовлечены в инцидент на Лугоуцяо, положивший начало японо-китайской войне. В июле 1937 года Гарнизонная армия в Китае получила в качестве подкреплений 20-ю дивизию из Кореи и две отдельные смешанные бригады из находящейся в Маньчжоу-го Квантунской армии, а также 5-ю, 6-ю и 10-ю пехотные дивизии с Японских островов. Эти силы участвовали в боях за Пекин и Тяньцзинь, а также в Чахарской операции.
26 августа 1937 года Гарнизонная армия в Китае была расформирована. Входившие в неё воинские части были распределены между 1-й армией, 2-й армией и Северо-Китайским фронтом. Гарнизонные обязанности в Тяньцзине были возложены на 27-ю дивизию.

## Список командного состава

### Командующие
|    | Имя                                | С               | По              |
| -- | ---------------------------------- | --------------- | --------------- |
| 1  | Генерал-лейтенант Осима Хисанао    | 1 июня 1901     | 4 июля 1901     |
| 2  | Генерал-лейтенант Яманэ Такэсукэ   | 4 июля 1901     | 25 октября 1901 |
| 3  | Генерал Акияма Ёсифуру             | 25 октября 1901 | 2 пареля 1903   |
| 4  | Генерал-лейтенант Сэмба Таро       | 2 апреля 1903   | 25 июня 1905    |
| 5  | Генерал Камио Мицуоми              | 25 июня 1905    | 27 ноября 1906  |
| 6  | Генерал-лейтенант Накамура Айдзо   | 27 ноября 1906  | 21 ноября 1908  |
| 7  | Генерал-лейтенант Абэ Сададзиро    | 21 ноября 1908  | 24 апреля 1912  |
| 8  | Генерал-лейтенант Сато Кодзиро     | 24 апреля 1912  | 8 августа 1914  |
| 9  | Генерал Нара Такэдзи               | 8 августа 1914  | 5 июля 1915     |
| 10 | Генерал-лейтенант Сайто Суэдзиро   | 5 июля 1915     | 2 мая 1916      |
| 11 | Генерал-лейтенант Исимицу Маоми    | 2 мая 1916      | 10 июня 1918    |
| 12 | Генерал Каная Хандзо               | 10 июня 1918    | 25 июля 1919    |
| 13 | Генерал-лейтенант Минами Дзиро     | 25 июля 1919    | 20 января 1921  |
| 14 | Генерал-лейтенант Судзуки Кадзума  | 20 января 1921  | 6 августа 1923  |
| 15 | Генерал-лейтенант Ёсиока Кэнсаку   | 6 августа 1923  | 1 мая 1925      |
| 16 | Генерал-лейтенант Коидзуми Рокуити | 1 мая 1925      | 2 марта 1926    |
| 17 | Генерал-лейтенант Такада Тоёки     | 2 марта 1926    | 26 июля 1927    |
| 18 | Генерал-лейтенант Араи Камэтаро    | 26 июля 1927    | 16 марта 1929   |
| 19 | Генерал Уэда Кэнкити               | 16 марта 1929   | 22 декабря 1930 |
| 20 | Генерал-лейтенант Касии Кохэй      | 22 декабря 1930 | 29 февраля 1932 |
| 21 | Генерал Накамура Котаро            | 29 февраля 1932 | 5 марта 1934    |
| 22 | Генерал Умэдзу Ёсидзиро            | 5 марта 1934    | 1 августа 1935  |
| 23 | Генерал Тада Хаяо                  | 1 августа 1935  | 1 мая 1936      |
| 24 | Генерал-лейтенант Тасиро Канъитиро | 1 мая 1936      | 12 июля 1937    |
| 25 | Генерал-лейтенант Кацуки Киёси     | 12 июля 1937    | 26 августа 1937 |

### Начальники штаба
|   | Имя                             | С               | По              |
| - | ------------------------------- | --------------- | --------------- |
| 1 | Генерал-майор Мацумото Кэндзи   | 10 августа 1928 | 1 августа 1931  |
| 2 | Генерал-майор Такэути Тосидзиро | 1 августа 1931  | 9 января 1932   |
| 3 | Генерал-майор Кикути Монъя      | 9 января 1932   | 1 августа 1934  |
| 4 | Генерал Сакаи Такаси            | 1 августа 1934  | 2 декабря 1935  |
| 5 | Генерал-майор Нагами Тосинори   | 2 декабря 1935  | 1 августа 1936  |
| 6 | Майор Хасимото Гун              | 1 августа 1936  | 26 августа 1937 |